# Yamaha Racing Coaster
Yamaha Racing Coaster in Trans Studio Bandung (Bandung, Jawa Barat, Indonesien) ist eine Stahlachterbahn des Herstellers Premier Rides, die 2011 eröffnet wurde. Sie zählt zu den Kategorien der Launched Coaster und Shuttle Coaster.
Die 275 m lange Strecke erreicht eine Höhe von 50 m und verfügt über einen 25 m hohen Inside-Top-Hat. Die Züge werden per LSM innerhalb von zwei Sekunden von 0 auf 100 km/h beschleunigt.